# Ośrodek Narciarski Kotelnica Białczańska w Białce Tatrzańskiej
Ośrodek Narciarski Kotelnica Białczańska w Białce Tatrzańskiej – kompleks tras narciarskich położony w Białce Tatrzańskiej w gminie Bukowina Tatrzańska na wschodnich zboczach Kotelnicy (918 m n.p.m.), północnych i południowych zboczach Jankulakowskiego Wierchu (934 m n.p.m.) i na północnym zboczu Wysokiego Wierchu (899 m n.p.m.).
Ośrodek jest jednym z trzech sąsiadujących ze sobą ośrodków (pozostałe to: Stacja Narciarska Kaniówka w Białce Tatrzańskiej i Wyciągi Narciarskie Bania). Ośrodki te znajdują się na wschodnich zboczach grzbietu górskiego (od północy w kierunku południowym): Kotelnica – Wysoki Wierch (934 m n.p.m.) – Horników Wierch (926 m n.p.m.).

## Koleje i wyciągi

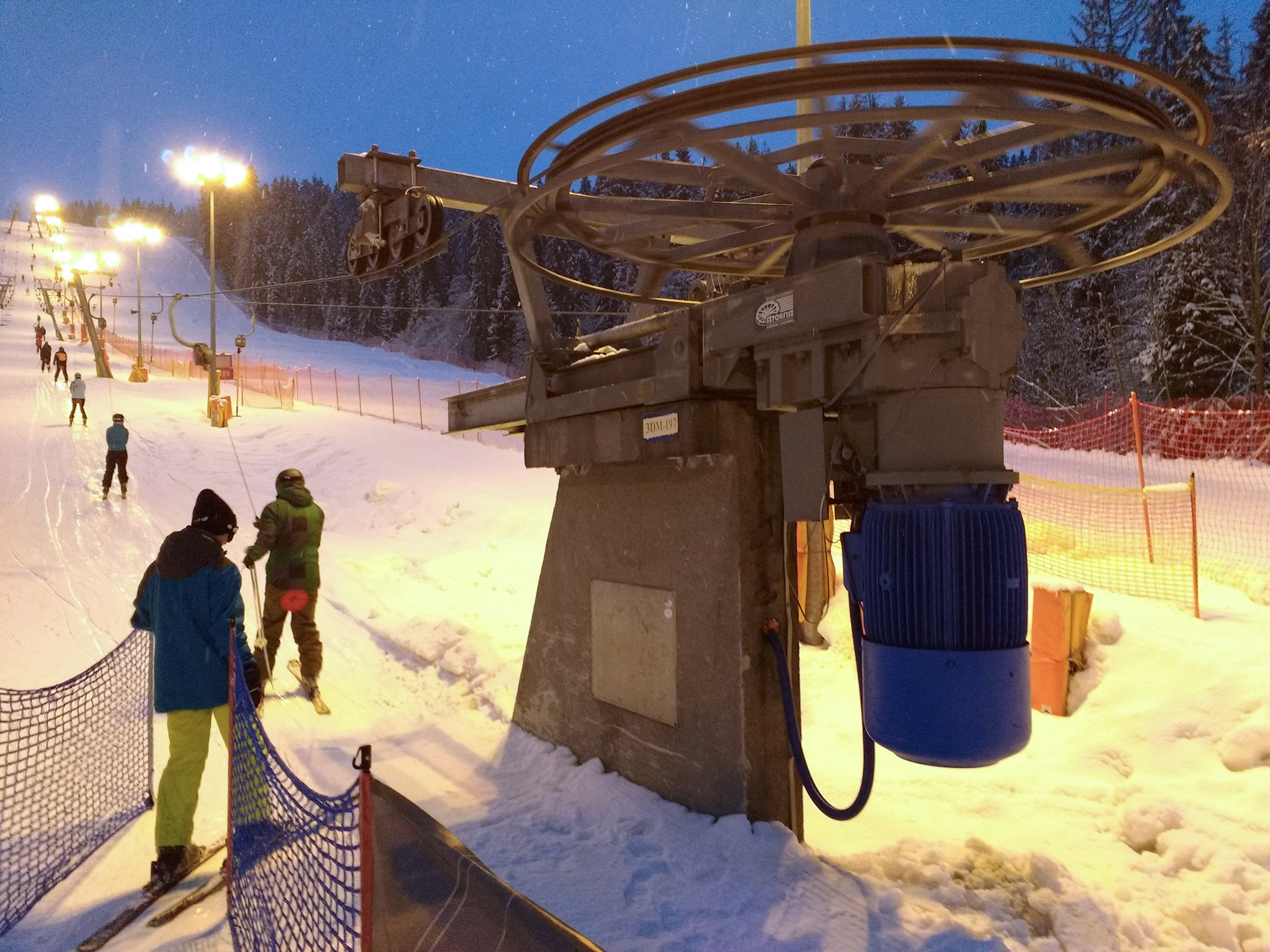
Oświetlony wyciąg talerzykowy wzdłuż trasy FIS 1

W skład kompleksu Kotelnicy Białczańskiej wchodzą (numeracja jest nieciągła, ponieważ koleje i wyciągi wszystkich 3 ośrodków objęte są wspólną numeracją):
| Nazwa                | Rodzaj        | Producent  | Szero- kość (osób) | Długość (m) | Czas wjazdu (min) | Prze- wyż- sze- nie (m) | Prze- pus- to- wość (osób/ godz.) | Stacja górna         | Stacja górna          | Stacja dolna                                | Stacja dolna          | Uwagi                        |
| Nazwa                | Rodzaj        | Producent  | Szero- kość (osób) | Długość (m) | Czas wjazdu (min) | Prze- wyż- sze- nie (m) | Prze- pus- to- wość (osób/ godz.) | loka- lizacja        | wyso- kość (m n.p.m.) | loka- lizacja                               | wyso- kość (m n.p.m.) | Uwagi                        |
| -------------------- | ------------- | ---------- | ------------------ | ----------- | ----------------- | ----------------------- | --------------------------------- | -------------------- | --------------------- | ------------------------------------------- | --------------------- | ---------------------------- |
| Kotelnica I          | krzeseł- kowy |            | 3                  | 1350        | 11,5              | 210                     | 1320                              | Kotelnica            | 914                   | nad parkingiem                              | 704                   | używany, sprowadzony z Włoch |
| Kotelnica II         | krzeseł- kowy | Doppelmayr | 4                  | 780         |                   | 170                     | 2000                              | Kotelnica            | ok. 914               | w kier. potoku Bryjów                       |                       | uruchomiony w 2003 roku      |
| Kotelnica III        | krzeseł- kowy | Doppelmayr | 4                  | 570         | 3                 | 155                     | 2000                              | Kotelnica            | ok. 914               | w pobl. stacji dolnej kolei Pasieka Express | ok. 759               | uruchomiony w 2007 roku      |
| IV Kotelnica Express | krzeseł- kowy | Doppelmayr | 6                  | 1300        | 4,5               | 200                     | 3000                              | Kotelnica            | ok. 914               | nad parkingiem                              | ok. 714               | uruchomiony w 2005 roku      |
| VI Pasieka Express   | krzeseł- kowy | Leitner    | 6                  | 1090        |                   | 175                     | 3000                              | Jankulakowski Wierch | ok. 934               | w pobl. stacji dolnej kolei Kotelnica III   | 759                   | uruchomiony w 2011 roku      |
| VIII Jankulakowski   | krzeseł- kowy | Doppelmayr | 6                  | 800         |                   | 150                     | 3000                              | Janukalowski Wierch  | ok. 934               | w pobl. stacji dolnej kolei Remiaszów       | 784                   | uruchomiony w 2014 roku      |
| IX Remiaszów         | krzeseł- kowy | Doppelmayr | 6                  | 900         |                   | 175                     | 3000                              | Wysoki Wierch        | ok. 899               | w pobl. stacji dolnej kolei Jankulakowski   | 724                   | uruchomiony w 2015 roku      |
| Wyciąg 1             | talerzy- kowy | SZTOKFISZ  | 1                  | 680         | 3,6               | 155                     | 580                               | Kotelnica            | ok. 914               | w kier. potoku Bryjów                       | 759                   |                              |
| Wyciąg 2             | orczy- kowy   | SZTOKFISZ  | 2                  | 680         | 3,6               | 155                     | 1150                              | Kotelnica            | ok. 914               | w kier. potoku Bryjów                       | 759                   |                              |
| Wyciąg 3             | talerzy- kowy |            | 1                  | 310         |                   | 60                      | 720                               | snowpark             |                       | snowpark                                    |                       |                              |

Łączna przepustowość kolei i wyciągów na Kotelnicy to 19 770 osób na godzinę, a przepustowość całego kompleksu 3 ośrodków – prawie 26 tysięcy osób na godzinę.

## Trasy
| Nazwa trasy | Trudność           | Start                | Start                 | Meta                               | Meta                  | Dłu- gość (m) | Prze- wyż- sze- nie (m) | Na- chy- le- nie (%) | Oś- wie- tle- nie | Sztucz- ne naśnie- żanie | Homologacja FIS | Homologacja FIS | Homologacja FIS |
| Nazwa trasy | Trudność           | nazwa                | wyso- kość (m n.p.m.) | nazwa                              | wyso- kość (m n.p.m.) | Dłu- gość (m) | Prze- wyż- sze- nie (m) | Na- chy- le- nie (%) | Oś- wie- tle- nie | Sztucz- ne naśnie- żanie | numer           | ważna do        | uwagi           |
| ----------- | ------------------ | -------------------- | --------------------- | ---------------------------------- | --------------------- | ------------- | ----------------------- | -------------------- | ----------------- | ------------------------ | --------------- | --------------- | --------------- |
| 1 (FIS)     | czerwona           | Kotelnica            | ok. 914               | dolna stacja wyciągu 1             | 759                   | 780           | 155                     | 20                   | tak               | tak                      | 10381/12/11     | 2021-11-01      | SL dla obu płci |
| 2 (FIS)     | czerwona           | Kotelnica            | ok. 914               | dolna stacja wyciągu 2             | 729                   | 900           | 185                     | 21                   | tak               | tak                      | 10381/12/11     | 2021-11-01      | SL dla obu płci |
| 2a          | czerwono-niebieska | Kotelnica            | ok. 914               | dolna stacja wyciągu II            | 739                   | 1070          | 175                     | 16                   | tak               | tak                      |                 |                 |                 |
| 2b          | niebieska          | Kotelnica            | ok. 914               | dolna stacja wyciągu II            | 739                   | 1160          | 175                     | 15                   | tak               | tak                      |                 |                 |                 |
| 3           | niebieska          | Kotelnica            | ok. 914               | dolna stacja wyciągu I             | ok. 704               | 1480          | 210                     | 14                   | tak               | tak                      |                 |                 |                 |
| 4           | niebieska          | Kotelnica            | ok. 914               | dolna stacja wyciągu IV            | ok. 714               | 1430          | 200                     | 14                   | tak               | tak                      |                 |                 |                 |
| 4a          | niebieska          | Kotelnica            | ok. 914               | połowa stoku                       | ok. 849               | 350           | 65                      | 19                   | tak               | tak                      |                 |                 |                 |
| 5           | niebieska          | Kotelnica            | ok. 914               | dolna stacja wyciągu 3             | ok. 854               | 350           | 60                      | 17                   | tak               | tak                      |                 |                 |                 |
| 6           | czerwona           | Kotelnica            | ok. 914               | dolna stacja wyciągu III           | 759                   | 710           | 155                     | 22                   | tak               | tak                      |                 |                 |                 |
| 6a          | czerwona           | Kotelnica            | ok. 914               | dolna stacja wyciągu III           | 759                   | 650           | 155                     | 24                   | tak               | tak                      |                 |                 |                 |
| 7           | niebieska          | Kotelnica            | ok. 914               | skrzyżowanie z trasą nr 8          | 759                   | 1900          | 155                     | 8                    | tak               | tak                      |                 |                 |                 |
| 8           | niebieska          | Jankulakowski Wierch | ok. 934               | dolna stacja kolei krzesełkowej VI | 759                   | 1200          | 175                     | 15                   | tak               | tak                      |                 |                 |                 |
| 8a          | czerwona           | Jankulakowski Wierch | ok. 934               | połowa stoku w kier. III           | 834                   | 500           | 100                     | 20                   | tak               | tak                      | 12246/12/16     | 2026-11-01      | SL dla obu płci |
| 9           | niebieska          | Jankulakowski Wierch | ok. 934               | dolna stacja wyciągu VIII          | 784                   | 900           | 150                     | 17                   | tak               | tak                      |                 |                 |                 |
| 10          | niebieska          | Wysoki Wierch        | ok. 899               | dolna stacja wyciągu IX            | 749                   | 900           | 150                     | 17                   | tak               | tak                      |                 |                 |                 |

Wszystkie dostępne trasy zjazdowe Ośrodka Narciarskiego Kotelnica Białczańska są sztucznie naśnieżane, oświetlone i przygotowywane przez ratraki, w sumie do dyspozycji narciarzy jest około 42 ha powierzchni tras narciarskich. We wszystkich 3 ośrodkach jest prawie 20 km tras narciarskich. Ośrodek w Kotelnicy – wraz z kilkoma innymi ośrodkami na Podhalu – objęty jest wspólnym systemem karnetów TatrySki.
Ośrodek jest członkiem Stowarzyszenia Polskie stacje narciarskie i turystyczne.

## Pozostała infrastruktura
Na terenie Ośrodka dostępne są:
- bezpłatne parkingi (na 2000 samochodów)
- bezpłatne WC
- wypożyczalnia sprzętu narciarskiego i serwis narciarski
- Szkoła Narciarska i Snowboardowa STOK
- sklep rhSport
- pawilony gastronomiczne
- liczne kioski z lokalnymi wyrobami.

Inne atrakcje:
- do dyspozycji snowboardzistów i amatorów freestyle’u oddano do użytku snowpark. Dostępne są dwa tory przeszkód: łatwy (butterbox, banan i kinkbox) i średni (rail krótki, double kink oraz rail długi),
- z myślą o najmłodszych na Bani powstał tor snowtubingowy, do jazdy na dmuchanych oponach,
- 16 czerwca 2011 r. oddano do użytku kompleks basenów termalnych Terma Białka. Ogrzewane wodami termalnymi baseny oferują liczne atrakcje, takie jak urządzenia do hydromasażu czy zjeżdżalnie wodne.

Białka zapewnia swym gościom ponad 1500 miejsc noclegowych w pensjonatach i prywatnych kwaterach.

## Operator
Operatorem kompleksu jest Ośrodek Narciarski Kotelnica Białczańska sp. z o.o. Spółka liczy 52 udziałowców. Prezesem 7-osobowego zarządu spółki jest Tomasz Paturej. W spółce funkcjonuje też Rada Nadzorcza i Komisja Rewizyjna.

## Historia
Spółka powstała 1 lipca 2000 roku z inicjatywy białczańskich przedsiębiorców prowadzących własną działalność gospodarczą w zakresie turystycznym. Pojawiające się wcześniej próby powstania spółki nie odniosły sukcesu. Dzięki Józefowi Dziubasikowi i Stanisławowi Wodziakowi kupiono kolej krzesełkową za atrakcyjną cenę. Po podpisaniu umów dzierżawnych gruntu (około 60) prace ziemne rozpoczęły się na jesieni 2000 r. Do zimy 2000 r. została przeprowadzona niwelacja terenu i przygotowano dojazdy do nowo budowanej stacji narciarskiej.
Ośrodek udostępnił swe usługi narciarzom 8 grudnia 2001 r. 4-osobową kolej krzesełkową oddano do użytku w 2003 roku, 6-osobową – w 2005 roku, następną 4-osobową kolej krzesełkową – w 2007 roku, kolejną 6-osobową kolej krzesełkową – w 2011 roku, a dwie najnowsze 6-osobowe – w 2016 roku.
Ośrodek narciarski Kotelnica Białczańska zajął w 2009 roku I miejsce jako Najlepszy Ośrodek Narciarski w Polsce według portalu Onet.pl. Ośrodek powtórnie otrzymał I miejsce jako Najlepszy Ośrodek Narciarski w Polsce według portalu Onet.pl w 2012 roku.